# 27 Hydrae
Désignations
27 Hya A : BD-08°2643, HD 80586, HIP 45811, SAO 136768

27 Hya B : BD-09°2801, HD 80550, HIP 45802, SAO 136767

27 Hydrae (en abrégé 27 Hya) est une étoile triple de la constellation de l'Hydre. Elle porte également la désignation de Bayer de P Hydrae, 27 Hydrae étant sa désignation de Flamsteed. Elle est visible à l'œil nu avec une magnitude apparente combinée de 4,82. D'après la mesure de sa parallaxe annuelle par le satellite Hipparcos, le système est situé à environ ∼ 222 a.l. (∼ 68,1 pc) de la Terre. Il s'éloigne du Système solaire à une vitesse radiale de +25,6 km/s.

## Propriétés
Sa composante primaire, désignée 27 Hydrae A, est une étoile géante rouge de type spectral K0III et de magnitude 4,91. C'est une géante du red clump, ce qui signifie qu'elle génère son énergie par la fusion de l'hélium dans son noyau. L'étoile est estimée être âgée de 1,91 milliard d'années et elle est 2,17 fois plus massive que le Soleil. Son rayon atteint 11 fois le rayon solaire, elle est 57,5 fois plus lumineuse que le Soleil et sa température de surface est de 4 965 K.
Les deux autres étoiles du système, désignées 27 Hydrae B et C, sont situées à une séparation angulaire de 229,1 secondes d'arc de la primaire, et elles forment elles-mêmes un sous-système binaire avec une séparation de 9,20″, mesurées en 2015 et 2016 respectivement. Le membre le plus brillant de la paire, la composante B, est une étoile jaune-blanc de la séquence principale de type spectral F4V et de septième magnitude, tandis que son compagnon est une naine orange de onzième magnitude et de type spectral K2V.

## Compagnon substellaire
L'équipe de l'Okayama Planet Search a publié un article à la fin de l'année 2008 sur les variations de vitesse radiale observées pour un ensemble d'étoiles évoluées, montrant des indices de la présence d'un compagnon substellaire en orbite autour de 27 Hydrae A. Sa période orbitale est estimée à 9,3 ans, mais cet objet n'a pas encore été confirmé.